# Дискография на Кеша
Дискографията на американската поп-певица Кеша се състои от два студийни албума, два миниалбума, един сборник с компилации, девет собствени сингъла и четири сингъла като поканена звезда. От 18-годишна Кеша си сътрудничи с продуцента и автор на песни Dr. Luke и неговата звукозаписна компания.

## Албуми

### Студийни албуми
| Заглавие  | Детайли                                                                                           | Позиция в класация | Позиция в класация | Позиция в класация | Позиция в класация | Позиция в класация | Позиция в класация | Позиция в класация | Позиция в класация | Позиция в класация | Позиция в класация | Продажби                                  | Сертификати                                                                                             |
| Заглавие  | Детайли                                                                                           |                    |                    |                    |                    |                    |                    |                    | [ 1 ]              |                    |                    | Продажби                                  | Сертификати                                                                                             |
| --------- | ------------------------------------------------------------------------------------------------- | ------------------ | ------------------ | ------------------ | ------------------ | ------------------ | ------------------ | ------------------ | ------------------ | ------------------ | ------------------ | ----------------------------------------- | --- |
| Animal    | - Издаден: 5 януари 2010 - Формат: CD, LP, дигитално сваляне - Компания: RCA Records, Kemosabe    | 1                  | 4                  | 1                  | 11                 | 7                  | 22                 | 6                  | 62                 | —                  | 8                  | Свят: 4 500 000 - : 1 500 000 - : 250 000 | - : 2 пъти платинен - : Златен - : 2 пъти платинен - : 2 пъти платинен - : Златен - : Златен - : Златен |
| Warrior   | - Издаден: 4 декември 2012 - Формат: CD, дигитално сваляне - Компания: RCA, Kemosabe              | 6                  | 12                 | 10                 | 156                | 81                 | 73                 | 30                 | 50                 | —                  | 60                 | Свят: 1 000 000 - : 400 000               | - : Златен                                                                                              |
| Rainbow   | - Издаден: 11 август 2017 - Формат: CD, LP, дигитално сваляне - Компания: RCA, Kemosabe           | 1                  | 3                  | 1                  | 62                 | 33                 | 39                 | 4                  | 7                  | 25                 | 4                  | Свят: 500 000 - : 200 000                 | - : Златен - : Златен                                                                                   |
| High Road | - Издаден: 31 януари 2020 - Формат: CD, LP, дигитално сваляне - Компания: RCA, Kemosabe           | 7                  | 26                 | 20                 | —                  | —                  | —                  | —                  | 29                 | —                  | 63                 | Свят: 100 000                             | |
| Gag Order | - Издаден: 19 май 2023 - Формат: CD, LP, дигитално сваляне, стрийминг - Компания: RCA, Kemosabe   | 168                | —                  | —                  | —                  | —                  | —                  | —                  | —                  | —                  | —                  |                                           | |
| .         | - Издаден: 4 юли 2025 г. - Формат: CD, LP, дигитално сваляне, стрийминг - Компания: Kesha Records | 17                 | —                  | 76                 | 181                | 84                 | —                  | —                  | —                  | —                  | 43                 |                                           | |

### Компилации
| Детайли | Позиция в класация | Позиция в класация | Позиция в класация | Позиция в класация | Позиция в класация | Продажби |   |           |
| ------- | --- | ------------------ | ------------------ | ------------------ | ------------------ | -------- | - | --------- |
| Детайли | I Am the Dance Commander + I Command You to Dance: The Remix Album - Издаден: 18 март 2011 - Формат: CD, дигитално сваляне - Компания: RCA Records | 36                 | 46                 | 37                 | —                  | Продажби | — | - : 1 000 |

### Миниалбуми/ЕП-та
| Детайли                                                                                          | Позиция в класация                                                                          | Позиция в класация | Позиция в класация | Позиция в класация | Позиция в класация | Позиция в класация | Позиция в класация | Позиция в класация | Позиция в класация | Позиция в класация | Продажби | Сертификати |    |             |            |
| ------------------------------------------------------------------------------------------------ | ------------------------------------------------------------------------------------------- | ------------------ | ------------------ | ------------------ | ------------------ | ------------------ | ------------------ | ------------------ | ------------------ | ------------------ | -------- | ----------- | -- | ----------- | ---------- |
| Детайли                                                                                          | Cannibal - Издаден: 22 ноември 2010 - Формат: CD, дигитално сваляне - Компания: RCA Records | 15                 | —                  | 14                 | —                  | —                  | —                  | 22                 | —                  | —                  | Продажби | Сертификати | 22 | - : 527 000 | - : Златен |
| Deconstructed - Издаден: 4 декември 2012 - Формат: CD, дигитално сваляне - Компания: RCA Records | —                                                                                           | —                  | —                  | —                  | —                  | —                  | —                  | —                  | —                  | —                  |          |             |    |             |            |

## Сингли
| Година | Заглавие                                     | Позиция в класация | Позиция в класация | Позиция в класация | Позиция в класация | Позиция в класация | Позиция в класация | Позиция в класация | Позиция в класация | Позиция в класация | Позиция в класация | Сертификати | Албум     |   |   | |        |
| ------ | -------------------------------------------- | ------------------ | ------------------ | ------------------ | ------------------ | ------------------ | ------------------ | ------------------ | ------------------ | ------------------ | ------------------ | --- | --------- | - | - | --- | ------ |
| Година | Заглавие                                     | 2009               | „Tik Tok“          | 1                  | 1                  | 1                  | 1                  | 1                  | 2                  | 1                  | 5                  | Сертификати | Албум     | 3 | 4 | - : 8 пъти платинен - : Платинен - : 5 пъти платинен - : Платинен - : 7 пъти платинен - : Златен - : 3 пъти златен - : 2 пъти платинен - : 2 пъти платинен - : Платинен | Animal |
| 2010   | „Blah Blah Blah“ (с участието на 3OH!3)      | 7                  | 3                  | 3                  | 27                 | 11                 | —                  | 7                  | —                  | 38                 | 11                 | - : 2 пъти платинен - : Платинен - : 2 пъти платинен - : Златен - : Златен                                                 |           |   |   | | Animal |
| 2010   | „Your Love Is My Drug“                       | 4                  | 3                  | 6                  | 38                 | 19                 | —                  | 15                 | 23                 | —                  | 13                 | - : 4 пъти платинен - : Сребърен - : Платинен - : Златен - : Златен                                                        |           |   |   | | Animal |
| 2010   | „Take It Off“                                | 8                  | 5                  | 8                  | —                  | —                  | —                  | 11                 | 37                 | 53                 | 15                 | - : 3 пъти платинен - : Сребърен - : 2 пъти платинен - : Златен - : Златен                                                 |           |   |   | | Animal |
| 2010   | „We R Who We R“                              | 1                  | 1                  | 2                  | 19                 | 23                 | —                  | 4                  | 26                 | 22                 | 1                  | - : 5 пъти платинен - : Златен - : 2 пъти платинен - : Златен - : Платинен - : Платинен                                    | Cannibal  |   |   | |        |
| 2011   | „Blow“                                       | 7                  | 10                 | 12                 | —                  | 39                 | —                  | 8                  | —                  | —                  | 32                 | - : 4 пъти платинен - : Платинен - : Златен                                                                                | Cannibal  |   |   | |        |
| 2012   | „Die Young“                                  | 2                  | 3                  | 4                  | 12                 | 20                 | —                  | 9                  | 34                 | 14                 | 7                  | - : 4 пъти платинен - : Сребърен - : 3 пъти платинен - : 2 пъти платинен - : Златен - : Платинен - : Платинен - : Платинен | Warrior   |   |   | |        |
| 2013   | „C'Mon“                                      | 27                 | 19                 | 16                 | 181                | 79                 | 71                 | 22                 | —                  | —                  | 70                 | - : Платинен - : Златен | Warrior   |   |   | |        |
| 2013   | „Crazy Kids“                                 | 40                 | 32                 | 47                 | —                  | 56                 | —                  | —                  | —                  | —                  | 27                 | - : Платинен - : Златен | Warrior   |   |   | |        |
| 2017   | Praying                                      | 22                 | 6                  | 11                 | 75                 | —                  | —                  | 37                 | 30                 | 77                 | 26                 | - : 2 пъти платинен - : Сребърен - : 3 пъти платинен - : 4 пъти платинен                                                   | Rainbow   |   |   | |        |
| 2018   | "Woman" (с участието на The Dap-Kings Horns) | 96                 | 78                 | 80                 | —                  | —                  | —                  | —                  | —                  | —                  | —                  | - : Платинен | Rainbow   |   |   | |        |
| 2019   | "Raising Hell" (с участието на Big Freedia)  | —                  | —                  | —                  | —                  | —                  | —                  | —                  | —                  | —                  | —                  | - : Златен | High Road |   |   | |        |
| 2023   | "Only Love Can Save Us Now"                  | —                  | —                  | —                  | —                  | —                  | —                  | —                  | —                  | —                  | —                  | | Gag Order |   |   | |        |
| 2024   | "Joyride"                                    | —                  | —                  | —                  | —                  | —                  | —                  | —                  | —                  | —                  | 88                 | | .         |   |   | |        |
| 2025   | "Yippee-Ki-Yay" (с участието на T-Pain)      | —                  | —                  | —                  | —                  | —                  | —                  | —                  | —                  | —                  | —                  | | .         |   |   | |        |

### Сингли като партниращ си артист
|      | Заглавие                                                | Позиция в класация                                      | Позиция в класация | Позиция в класация | Позиция в класация | Позиция в класация | Позиция в класация | Позиция в класация | Позиция в класация | Позиция в класация | Позиция в класация | Сертификати |   | |
| ---- | ------------------------------------------------------- | ------------------------------------------------------- | ------------------ | ------------------ | ------------------ | ------------------ | ------------------ | ------------------ | ------------------ | ------------------ | ------------------ | --- | - | --- |
| 2009 | Заглавие                                                | "Right Round" (песен на Фло Райда, с участието на Кеша) | 1                  | 1                  | 1                  | 2                  | 4                  | 18                 | 2                  | 2                  | 2                  | Сертификати | 1 | - : 6 пъти платинен - : Златен - : 3 пъти платинен - : 4 пъти платинен - : Платинен - : Златен - : Платинен - : Платинен |
| 2010 | Dirty Picture (песен на Тайо Круз, с участието на Кеша) | 96                                                      | 16                 | 49                 | —                  | —                  | —                  | 11                 | —                  | —                  | 6                  | - : Сребърен - : Златен - : Златен |   | |
| 2010 | My First Kiss (песен на 3OH!3, с участието на Кеша)     | 9                                                       | 13                 | 7                  | —                  | —                  | —                  | 15                 | —                  | —                  | 7                  | - : Златен - : Сребърен - : Платинен - : Платинен |   | |
| 2013 | Timber (песен на Зед, с участието на Кеша)              | 1                                                       | 4                  | 1                  | 8                  | 1                  | 7                  | 3                  | 1                  | 3                  | 1                  | - : 6 пъти платинен - : 2 пъти платинен - : 5 пъти платинен - : 7 пъти платинен - : 3 пъти златен - : 3 пъти платинен - : 2 пъти платинен - : Платинен - : Платинен |   | |
| 2013 | True Colors (песен на Питбул, с участието на Кеша)      | 74                                                      | 76                 | 86                 | —                  | —                  | —                  | —                  | —                  | —                  | 78                 | |   | |
| 2017 | Good Old Days (песен на Маклемор, с участието на Кеша)  | 48                                                      | 8                  | 40                 | 56                 | 50                 | —                  | 14                 | 83                 | 24                 | 79                 | - : 2 пъти платинен - : Платинен - : Златен |   | |

### Промоционални сингли
| Година   | Заглавие                         | Позиция в класация | Позиция в класация | Позиция в класация | Позиция в класация | Позиция в класация | Позиция в класация | Позиция в класация | Позиция в класация | Позиция в класация | Позиция в класация | Албум             |   |   |          |
| -------- | -------------------------------- | ------------------ | ------------------ | ------------------ | ------------------ | ------------------ | ------------------ | ------------------ | ------------------ | ------------------ | ------------------ | ----------------- | - | - | -------- |
| Година   | Заглавие                         | 2010               | Sleazy             | 51                 | —                  | 46                 | —                  | —                  | —                  | —                  | —                  | Албум             | — | — | Cannibal |
| Cannibal | 77                               | 2010               | —                  | 31                 | —                  | —                  | —                  | —                  | —                  | —                  | —                  |                   |   |   | Cannibal |
| 2011     | "Sleazy Remix 2.0: Get Sleazier" | 37                 | —                  | 74                 | —                  | —                  | —                  | —                  | —                  | —                  | —                  | Невключен в албум |   |   |          |
| 2017     | Learn to Let Go                  | 97                 | —                  | 81                 | —                  | —                  | —                  | —                  | —                  | —                  | —                  | Rainbow           |   |   |          |
| 2017     | Hymn                             | —                  | —                  | —                  | —                  | —                  | —                  | —                  | —                  | —                  | —                  | Rainbow           |   |   |          |